# Mousqueton (contre-torpilleur)
Pour les articles homonymes, voir Mousqueton (homonymie).
Le Mousqueton est un contre-torpilleur d’escadre de classe Arquebuse, construit pour la marine française dans la première décennie du XXe siècle. Achevé en 1904, le navire a d’abord été affecté à l’escadre de la Méditerranée.

## Conception
La classe Arquebuse a été conçue comme une version plus rapide de la classe Durandal. Les navires avaient une longueur de 56,58 mètres, une largeur de 6,3 mètres et un tirant d'eau de 3,2 mètres. Ils avaient un déplacement de 307 tonnes à charge normale et 357 tonnes à pleine charge. Les deux moteurs à vapeur verticaux à triple expansion entraînaient chacun un arbre d'hélice à l’aide de la vapeur fournie par deux chaudières du Temple-Guyot ou Normand. Les moteurs ont été conçus pour produire 6300 chevaux (4700 kW) pour une vitesse nominale de 28 nœuds (52 km/h). Tous les navires ont dépassé leur vitesse contractuelle lors de leurs essais en mer, bien que le Mousqueton ait été le navire le plus lent de sa classe avec 28,8 nœuds (53,3 km/h). Ils transportaient suffisamment de charbon pour une autonomie de 2300 milles marins (4300 km) à 10 nœuds (19 km/h). Leur équipage se composait de quatre officiers et de cinquante-huit hommes.
L’armement principal des navires de classe Arquebuse consistait en un canon de 65 millimètres à l’avant du pont et six canons Hotchkiss de 47 millimètres en affûts simples, trois sur chaque bord. Ils étaient équipés de deux affûts rotatifs simples pour des tubes lance-torpilles de 381 millimètres dans l’axe du navire, l’un entre les cheminées et l’autre à l’arrière.

## Carrière
Le Mousqueton a été commandé à Schneider et Cie le 29 mai 1901 et le navire a été mis en chantier plus tard cette année-là au chantier naval de Chalon-sur-Saône. Il a été lancé le 4 novembre 1902 et a effectué ses essais en mer de septembre 1903 à mai 1904. Le navire a été mis en service (armement définitif) après son achèvement et a été affecté à l’escadre de la Méditerranée.
Le 7 juillet 1914, le Mousqueton entre en collision avec le sous-marin français Calypso et le coule en mer Méditerranée au large de Toulon, en France. L’équipage complet du Calypso, composé de 26 personnes, a été secouru.
Lorsque la Première Guerre mondiale éclate en août 1914, le Mousqueton est un chef divisionnaire de la 2e escadrille de sous-marins et torpilleurs de la 1ère armée navale basée à Bizerte, en Tunisie française.
Selon un rapport britannique du 5 juin, le Mousqueton et les contre-torpilleurs Voltigeur et Hache sont chargés de patrouiller dans la zone autour du cap Matapan, en Grèce.